# Szwałk (Kowale Oleckie)
Szwałk (deutsch Klein Schwalg, 1938 bis 1945 Schwalg) und Szwałk (osada) sind ein Dorf und eine dazugehörige (Wald-)Siedlung in der polnischen Woiwodschaft Ermland-Masuren und gehören beide zur Landgemeinde Kowale Oleckie (Kowahlen, 1938 bis 1945 Reimannswalde) im Powiat Olecki (Kreis Oletzko, 1933 bis 1945 Kreis Treuburg).

## Geographische Lage
Das Dorf Szwałk mit der einen Kilometer weiter nördlich gelegenen Siedlung (Forsthaus) ist ein Ort am südöstlichen Rand des Borkener Forsts (auch: Borker Heide, polnisch Puszcza Borecka) im Nordosten der Woiwodschaft Ermland-Masuren. Es liegt 19 Kilometer nordwestlich der Kreisstadt Olecko (Marggrabowa, 1928 bis 1945 Treuburg) am Nordufer des Jezioro Szwałk Mały (Kleiner Schwalgsee).

## Geschichte
Die einstige Domäne Schwalga und das spätere Gut Klein Schwalg wurde 1874 namensgebend für einen Amtsbezirk, dem das Gut bis vor 1908 zugehörte. Der Amtsbezirk Schwalg bestand aus den Orten Klein Schwalg, Sawadden (1938 bis 1945: Schwalgenort, polnisch Zawady Oleckie) und Rothebude-Forst und wurde 1940 in „Amtsbezirk Borker Heide, Anteil Kr. Treuburg“ umbenannt. Klein Schwalg wurde in den Amtsbezirk Czychen umgegliedert und gehörte – 1938 in „Amtsbezirk Bolken“ umbenannt – bis 1945 zum Kreis Oletzko (1933 bis 1945 „Kreis Treuburg“ genannt) im Regierungsbezirk Gumbinnen der preußischen Provinz Ostpreußen.
142 Einwohner waren im Jahre 1910 im Gutsbezirk Klein Schwalg registriert. Ihre Zahl stieg bis 1933 auf 191 und belief sich 1939 noch auf 189.
Aufgrund der Bestimmungen des Versailler Vertrags stimmte die Bevölkerung im Abstimmungsgebiet Allenstein, zu dem Klein Schwalg gehörte, am 11. Juli 1920 über die weitere staatliche Zugehörigkeit zu Ostpreußen (und damit zu Deutschland) oder den Anschluss an Polen ab. In Klein Schwalg stimmten 85 Einwohner für den Verbleib bei Ostpreußen, auf Polen entfiel keine Stimme.
1938 in „Schwalg“ (ohne Zusatz) umbenannt, kam das Dorf 1945 in Kriegsfolge mit dem gesamten südlichen Ostpreußen zu Polen und heißt seitdem „Szwałk“. Das Dorf (polnisch wieś) ist heute ein Schulzenamt (polnisch sołectwo), die Siedlung (polnisch osada) dagegen ein untergeordneter Ort im Verbund der Landgemeinde Kowale Oleckie im Powiat Olecki, vor 1998 der Woiwodschaft Suwałki, seitdem der Woiwodschaft Ermland-Masuren zugehörig.
Zum Sołectwo Szwałk gehören: Mazury, Szwałk und Zawady Małe.

## Kirche
Kirchlich war Klein Schwalg resp. Schwalg vor 1945 der evangelischen Kirche in Czychen (1938 bis 1945: Bolken, polnisch Cichy) im Kirchenkreis Oletzko/Treuburg in der Kirchenprovinz Ostpreußen der Kirche der Altpreußischen Union bzw. der katholischen Pfarrgemeinde in Marggrabowa (1928 bis 1945: Treuburg, polnisch Treuburg) im Bistum Ermland zugeordnet.
Seit 1945 ist die Kirche Cichy nächstgelegenes katholisches Gotteshaus und einem der beiden Oleckoer Dekanate im Bistum Ełk (Lyck) der Katholischen Kirche in Polen bzw. der evangelischen Kirchengemeinde in Gołdap (Goldap) innerhalb der Pfarrei Suwałki in der Diözese Masuren der Evangelisch-Augsburgischen Kirche in Polen zugehörig.

## Verkehr
Szwałk liegt ein wenig abseits vom großen Verkehrsgeschehen an einer untergeordneten Nebenstraße, die von Cichy in den Borkener Forst (auch: Borker Heide, Puszcza Borecka)  bis nach Czerwony Dwór (Rothebude) führt. Eine Bahnanbindung besteht nicht.